# Tindhólmur
Tindhólmur è un'isola disabitata che fa parte dell'arcipelago delle Fær Øer, situata vicino all'isola di Vágar.
Con i suoi 65 ettari, è il più grande isolotto delle Isole Faroe. Il suo punto più alto è di 262 metri sul livello del mare.
Le piccole cime che danno all'isolotto una forma così particolare, come una cresta, hanno un nome: Ytsti, Arni, Lítli, Breiði e Bogni.
Tindhólmur si trova a ovest dell'isola di Vágar, ad ovest del fiordo di Sørvágsfjørður e ad est dell'isola di Mykines. Tra Vágar e Tindhólmur si trovano gli isolotti di Drangarnir e più a ovest di Gáshólmur. Da Bøur e Gásadalur si può godere della vista di Tindhólmur e Drangarnir.
Sebbene Tindhólmur sia disabitato, il proprietario dell'isola ha due case sul lato nord-ovest, dove le pendici della roccia alta 262 m in basso si appiattiscono e consentono di pascolare le pecore da Sørvágur. L'isola potrebbe essere stata abitata molto tempo fa, prima che le forze del mare erodessero gradualmente la sua costa.
Ai vecchi tempi, i residenti del bestiame da macello di Mykines venivano spediti al mercato a Tórshavn trasportando gli animali a Tindhólmur in barche a remi. Da lì, il bestiame nuotava per il breve tratto di oceano fino a Sørvágur, attraversava l'isola di Vágar e veniva trascinato attraverso lo stretto Vestmannasund fino a Kvívík prima di poter percorrere il resto della strada per Tórshavn.
Tindhólmur è stato l'ultimo rifugio nelle Isole Faroe per l'aquila di mare (Haliaeetus albicilla).